# Eriopygodes cirphidia
Eriopygodes cirphidia är en fjärilsart som beskrevs av Max Wilhelm Karl Draudt 1950. Eriopygodes cirphidia ingår i släktet Eriopygodes och familjen nattflyn. Inga underarter finns listade i Catalogue of Life.